# エドワード・リディ
エドワード・リディ（Edward J. "Ed" Liddie  1959年7月21日 - ）は、アメリカ合衆国の柔道選手。フランス出身。階級は60kg級。身長172cm。段位は5段。

## 人物
1979年のパンアメリカン競技大会60kg級で2位になった。1983年の世界選手権では5位だった。翌年に地元開催となったロサンゼルスオリンピックでは銅メダルを獲得した。1988年ソウルオリンピックにはケビン・アサノとの代表争いに敗れて出場できなかった。1989年の世界選手権では5位だった。1991年の世界選手権で7位になると、パンアメリカン競技大会では3位に入った。

## 主な戦績
- 1979年 - パンアメリカン競技大会　2位
- 1981年 - アメリカ国際　優勝
- 1983年 - 世界選手権　5位
- 1984年 - ロサンゼルスオリンピック　3位
- 1987年 - 正力国際　3位
- 1989年 - 世界選手権　5位
- 1990年 - アメリカ国際　優勝
- 1991年 - 世界選手権　7位
- 1991年 - パンアメリカン競技大会　3位